# Llista d'asteroides/70701–70800
| Nom               | Designació provisional | Data de descobriment | Lloc de descobriment | Descobridor/s                |
| ----------------- | ---------------------- | -------------------- | -------------------- | ---------------------------- |
| 70701 -           | 1999 UT34              | 31 d'octubre, 1999   | Kitt Peak            | Spacewatch                   |
| 70702 -           | 1999 UQ36              | 16 d'octubre, 1999   | Kitt Peak            | Spacewatch                   |
| 70703 -           | 1999 UO38              | 29 d'octubre, 1999   | Anderson Mesa        | LONEOS                       |
| 70704 -           | 1999 UG39              | 30 d'octubre, 1999   | Anderson Mesa        | LONEOS                       |
| 70705 -           | 1999 UK40              | 16 d'octubre, 1999   | Socorro              | LINEAR                       |
| 70706 -           | 1999 UM41              | 18 d'octubre, 1999   | Kitt Peak            | Spacewatch                   |
| 70707 -           | 1999 UC42              | 20 d'octubre, 1999   | Socorro              | LINEAR                       |
| 70708 -           | 1999 UR43              | 28 d'octubre, 1999   | Catalina             | CSS                          |
| 70709 -           | 1999 UB44              | 29 d'octubre, 1999   | Catalina             | CSS                          |
| 70710 -           | 1999 UE44              | 29 d'octubre, 1999   | Catalina             | CSS                          |
| 70711 -           | 1999 UU44              | 30 d'octubre, 1999   | Catalina             | CSS                          |
| 70712 -           | 1999 UW45              | 31 d'octubre, 1999   | Catalina             | CSS                          |
| 70713 -           | 1999 UL46              | 31 d'octubre, 1999   | Catalina             | CSS                          |
| 70714 -           | 1999 UX47              | 30 d'octubre, 1999   | Catalina             | CSS                          |
| 70715 -           | 1999 UP49              | 30 d'octubre, 1999   | Catalina             | CSS                          |
| 70716 -           | 1999 UF50              | 30 d'octubre, 1999   | Catalina             | CSS                          |
| 70717 -           | 1999 UB51              | 31 d'octubre, 1999   | Anderson Mesa        | LONEOS                       |
| 70718 -           | 1999 UY51              | 31 d'octubre, 1999   | Catalina             | CSS                          |
| 70719 -           | 1999 UB52              | 31 d'octubre, 1999   | Anderson Mesa        | LONEOS                       |
| 70720 -           | 1999 UB53              | 31 d'octubre, 1999   | Catalina             | CSS                          |
| 70721 -           | 1999 VD                | 1 de novembre, 1999  | Lime Creek           | R. Linderholm                |
| 70722 -           | 1999 VY                | 1 de novembre, 1999  | Ondřejov             | L. Šarounová                 |
| 70723 -           | 1999 VK1               | 3 de novembre, 1999  | Baton Rouge          | W. R. Cooney Jr., P. M. Motl |
| 70724 -           | 1999 VS1               | 4 de novembre, 1999  | Fountain Hills       | C. W. Juels                  |
| 70725 -           | 1999 VH2               | 5 de novembre, 1999  | Fountain Hills       | C. W. Juels                  |
| 70726 -           | 1999 VS2               | 1 de novembre, 1999  | Bergisch Gladbach    | W. Bickel                    |
| 70727 -           | 1999 VX3               | 1 de novembre, 1999  | Kitt Peak            | Spacewatch                   |
| 70728 -           | 1999 VA4               | 1 de novembre, 1999  | Catalina             | CSS                          |
| 70729 -           | 1999 VU4               | 5 de novembre, 1999  | Višnjan Observatory  | K. Korlević                  |
| 70730 -           | 1999 VN5               | 6 de novembre, 1999  | Fountain Hills       | C. W. Juels                  |
| 70731 -           | 1999 VA6               | 5 de novembre, 1999  | Oizumi               | T. Kobayashi                 |
| 70732 -           | 1999 VG6               | 5 de novembre, 1999  | Oizumi               | T. Kobayashi                 |
| 70733 -           | 1999 VV6               | 8 de novembre, 1999  | Zeno                 | T. Stafford                  |
| 70734 -           | 1999 VS8               | 8 de novembre, 1999  | Fountain Hills       | C. W. Juels                  |
| 70735 -           | 1999 VZ8               | 9 de novembre, 1999  | Fountain Hills       | C. W. Juels                  |
| 70736 -           | 1999 VM10              | 9 de novembre, 1999  | Oizumi               | T. Kobayashi                 |
| 70737 -           | 1999 VA11              | 8 de novembre, 1999  | Gnosca               | S. Sposetti                  |
| 70738 -           | 1999 VF11              | 8 de novembre, 1999  | Višnjan Observatory  | K. Korlević                  |
| 70739 -           | 1999 VN17              | 2 de novembre, 1999  | Kitt Peak            | Spacewatch                   |
| 70740 -           | 1999 VG18              | 2 de novembre, 1999  | Kitt Peak            | Spacewatch                   |
| 70741 -           | 1999 VO18              | 2 de novembre, 1999  | Kitt Peak            | Spacewatch                   |
| 70742 -           | 1999 VF19              | 8 de novembre, 1999  | Višnjan Observatory  | K. Korlević                  |
| 70743 -           | 1999 VG19              | 9 de novembre, 1999  | Višnjan Observatory  | K. Korlević                  |
| 70744 -           | 1999 VW20              | 9 de novembre, 1999  | San Marcello         | L. Tesi, G. Forti            |
| 70745 Aleserpieri | 1999 VZ20              | 9 de novembre, 1999  | Pianoro              | V. Goretti                   |
| 70746 -           | 1999 VQ22              | 13 de novembre, 1999 | Fountain Hills       | C. W. Juels                  |
| 70747 -           | 1999 VT22              | 13 de novembre, 1999 | Fountain Hills       | C. W. Juels                  |
| 70748 -           | 1999 VV22              | 13 de novembre, 1999 | Goodricke-Pigott     | R. A. Tucker                 |
| 70749 -           | 1999 VS23              | 14 de novembre, 1999 | Fountain Hills       | C. W. Juels                  |
| 70750 -           | 1999 VJ24              | 15 de novembre, 1999 | Fountain Hills       | C. W. Juels                  |
| 70751 -           | 1999 VZ24              | 13 de novembre, 1999 | Oizumi               | T. Kobayashi                 |
| 70752 -           | 1999 VB25              | 13 de novembre, 1999 | Oizumi               | T. Kobayashi                 |
| 70753 -           | 1999 VL26              | 3 de novembre, 1999  | Socorro              | LINEAR                       |
| 70754 -           | 1999 VO26              | 3 de novembre, 1999  | Socorro              | LINEAR                       |
| 70755 -           | 1999 VB27              | 3 de novembre, 1999  | Socorro              | LINEAR                       |
| 70756 -           | 1999 VV28              | 3 de novembre, 1999  | Socorro              | LINEAR                       |
| 70757 -           | 1999 VL29              | 3 de novembre, 1999  | Socorro              | LINEAR                       |
| 70758 -           | 1999 VB30              | 3 de novembre, 1999  | Socorro              | LINEAR                       |
| 70759 -           | 1999 VP30              | 3 de novembre, 1999  | Socorro              | LINEAR                       |
| 70760 -           | 1999 VJ31              | 3 de novembre, 1999  | Socorro              | LINEAR                       |
| 70761 -           | 1999 VP32              | 3 de novembre, 1999  | Socorro              | LINEAR                       |
| 70762 -           | 1999 VZ32              | 3 de novembre, 1999  | Socorro              | LINEAR                       |
| 70763 -           | 1999 VA33              | 3 de novembre, 1999  | Socorro              | LINEAR                       |
| 70764 -           | 1999 VH33              | 3 de novembre, 1999  | Socorro              | LINEAR                       |
| 70765 -           | 1999 VK33              | 3 de novembre, 1999  | Socorro              | LINEAR                       |
| 70766 -           | 1999 VO33              | 3 de novembre, 1999  | Socorro              | LINEAR                       |
| 70767 -           | 1999 VP33              | 3 de novembre, 1999  | Socorro              | LINEAR                       |
| 70768 -           | 1999 VS35              | 3 de novembre, 1999  | Socorro              | LINEAR                       |
| 70769 -           | 1999 VL36              | 3 de novembre, 1999  | Socorro              | LINEAR                       |
| 70770 -           | 1999 VN36              | 3 de novembre, 1999  | Socorro              | LINEAR                       |
| 70771 -           | 1999 VA37              | 3 de novembre, 1999  | Socorro              | LINEAR                       |
| 70772 -           | 1999 VD37              | 3 de novembre, 1999  | Socorro              | LINEAR                       |
| 70773 -           | 1999 VK37              | 3 de novembre, 1999  | Socorro              | LINEAR                       |
| 70774 -           | 1999 VS37              | 3 de novembre, 1999  | Socorro              | LINEAR                       |
| 70775 -           | 1999 VO38              | 10 de novembre, 1999 | Socorro              | LINEAR                       |
| 70776 -           | 1999 VH39              | 10 de novembre, 1999 | Socorro              | LINEAR                       |
| 70777 -           | 1999 VG40              | 15 de novembre, 1999 | Bergisch Gladbach    | W. Bickel                    |
| 70778 -           | 1999 VH40              | 5 de novembre, 1999  | Uenohara             | N. Kawasato                  |
| 70779 -           | 1999 VT41              | 4 de novembre, 1999  | Kitt Peak            | Spacewatch                   |
| 70780 -           | 1999 VD43              | 4 de novembre, 1999  | Kitt Peak            | Spacewatch                   |
| 70781 -           | 1999 VR43              | 1 de novembre, 1999  | Catalina             | CSS                          |
| 70782 -           | 1999 VS43              | 1 de novembre, 1999  | Catalina             | CSS                          |
| 70783 -           | 1999 VK44              | 3 de novembre, 1999  | Catalina             | CSS                          |
| 70784 -           | 1999 VO45              | 4 de novembre, 1999  | Catalina             | CSS                          |
| 70785 -           | 1999 VW46              | 4 de novembre, 1999  | Socorro              | LINEAR                       |
| 70786 -           | 1999 VY46              | 4 de novembre, 1999  | Socorro              | LINEAR                       |
| 70787 -           | 1999 VE47              | 4 de novembre, 1999  | Socorro              | LINEAR                       |
| 70788 -           | 1999 VQ47              | 3 de novembre, 1999  | Socorro              | LINEAR                       |
| 70789 -           | 1999 VF49              | 3 de novembre, 1999  | Socorro              | LINEAR                       |
| 70790 -           | 1999 VS49              | 3 de novembre, 1999  | Socorro              | LINEAR                       |
| 70791 -           | 1999 VX49              | 3 de novembre, 1999  | Socorro              | LINEAR                       |
| 70792 -           | 1999 VK50              | 3 de novembre, 1999  | Socorro              | LINEAR                       |
| 70793 -           | 1999 VW50              | 3 de novembre, 1999  | Socorro              | LINEAR                       |
| 70794 -           | 1999 VX51              | 3 de novembre, 1999  | Socorro              | LINEAR                       |
| 70795 -           | 1999 VF53              | 3 de novembre, 1999  | Socorro              | LINEAR                       |
| 70796 -           | 1999 VZ53              | 4 de novembre, 1999  | Socorro              | LINEAR                       |
| 70797 -           | 1999 VF54              | 4 de novembre, 1999  | Socorro              | LINEAR                       |
| 70798 -           | 1999 VJ54              | 4 de novembre, 1999  | Socorro              | LINEAR                       |
| 70799 -           | 1999 VY55              | 4 de novembre, 1999  | Socorro              | LINEAR                       |
| 70800 -           | 1999 VE56              | 4 de novembre, 1999  | Socorro              | LINEAR                       |